# Maria Assumpta Escudero i Ribot
Maria Assumpta Escudero i Ribot (Llançà, Alt Empordà, 18 de desembre de 1931 - Barcelona, 30 de març de 2023) fou una mestra, bibliotecària, conservadora i historiadora de l'art catalana. Casada el 1962 amb l'historiador de l'art Joan Ainaud de Lasarte, amb qui va tenir quatre fills.
Llicenciada el 1954 en Filosofia i Lletres a la secció d'Història per la Universitat de Barcelona, on va estudiar amb una beca concedida per la Diputació de Girona, també té la titulació de mestra. El 1953 es convertí en becària del Gabinet Numismàtic de Catalunya a Barcelona, i el 1959 fou nomenada per oposició bibliotecària de museus, on exercí de conservadora tècnica fins que l'any 1972, va guanyar la plaça de conservadora tècnica. Aquell mateix any, l'Ajuntament de Barcelona va signar uns pactes amb les Clarisses del Monestir de Pedralbes, i Escudero s'encarregà d'inventariar les obres d'art que s'hi guardaven i va participar activament en la seva restauració i rehabilitació. Això li va permetre retrobar i donar a conèixer el palau de la reina Elisenda en el monestir on es van signar les Capitulacions de Pedralbes. Durant la seva trajectòria relacionada amb l'art des de diverses bessants professionals ha estat autora de diverses publicacions, algunes d'elles històries relacionades amb el Monestir de Pedralbes. També ha col·laborat en matèria d'art en obres de referència com el Diccionario enciclopédico Salvat Universal. També ha obtingut reconeixements per la seva obra, com el Premi Crítica Serra d'Or el 1986 pel volum «Els vitralls medievals de l'església de Santa Maria del Mar».